# تبنگ منسی
۱۳°۵۱′۳۹″شمالی ۱۰۵°۰۱′۱۸″شرقی / ۱۳٫۸۶۰۹°شمالی ۱۰۵٫۰۲۱۶°شرقی
تبنگ منسی شهری در کشور کامبوج است که جزو تقسیمات اداری پره‌ویهر محسوب می‌شود و جمعیت آن براساس سرشماری سال ۱۹۹۸ میلادی ۲۱٫۵۸۰ نفر بوده که در سال ۲۰۰۵ میلادی به ۲۷٫۵۷۲ نفر افزایش یافته‌است.